# へぎそば

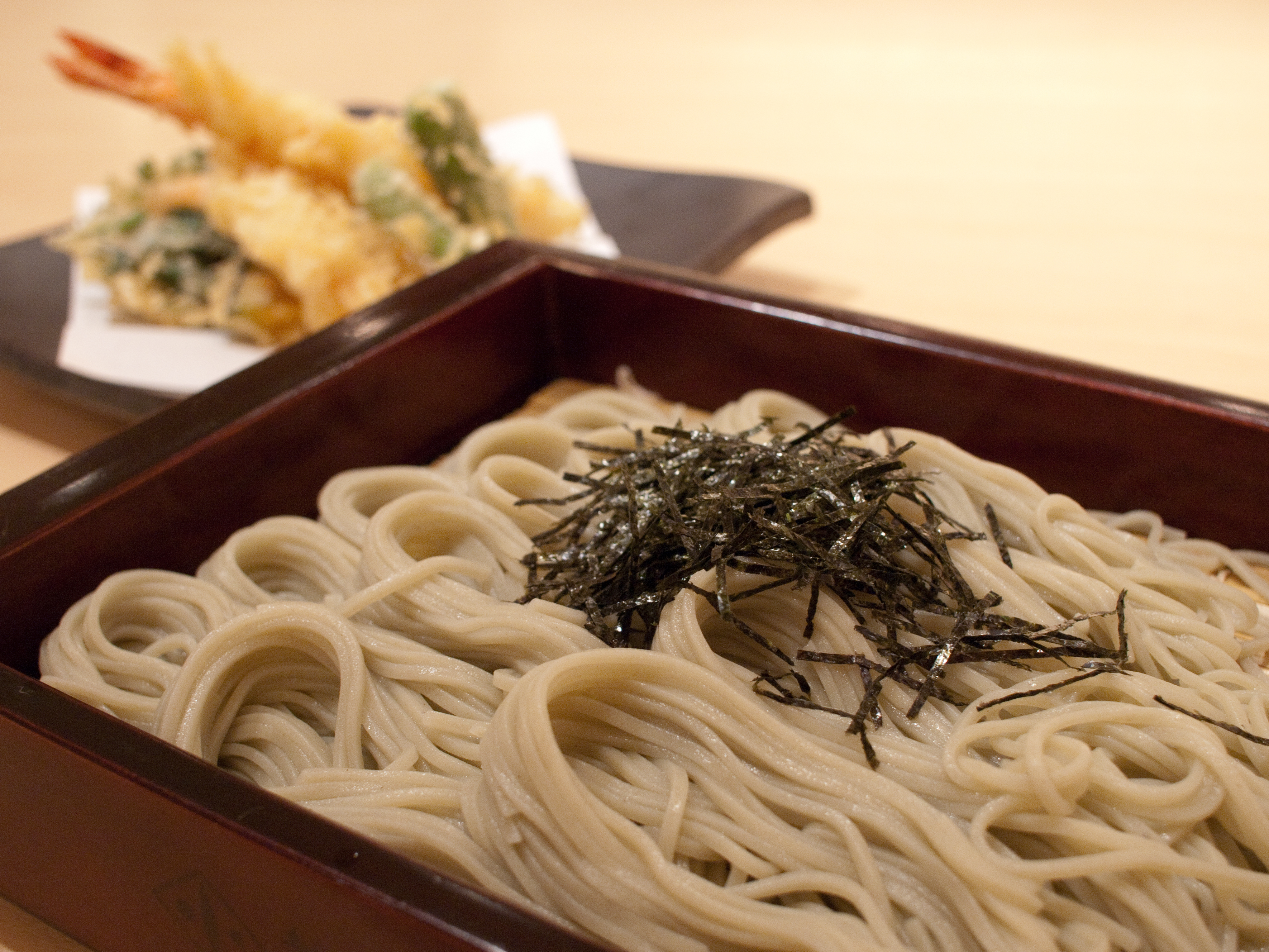
ヘギに入ったへぎそば。

へぎそばは、新潟県の魚沼地方発祥の蕎麦。つなぎに布海苔（ふのり）という海藻を使った蕎麦を、ヘギといわれる器に盛り付けた切り蕎麦である。十日町市のへぎそば組合は「十日町へぎそば」を、小千谷市の業界団体は「小千谷名物へぎそば」を商標登録している。

## 特色
へぎそばを考案したのは、小嶋屋総本店であるとされる。魚沼地方で盛んだったカラムシの織物の緯糸を張るために使用されていた布海苔を蕎麦のつなぎに使用した。
布海苔をつなぎに使っていることから、小麦粉をつなぎにした蕎麦や、十割蕎麦などと比較して、ツルツルとした喉越しが楽しめるのが特徴。「へぎ（片木）」と呼ばれる、剥ぎ板で作った四角い器に載せて供されることからこの名が付いた。冷やしたそば3 - 4人前を、一口程度に小分けし、丸めて盛りつける様子から「手振りそば」とも呼ぶ。器の「へぎ」は、「剥ぎ」を語源とする。
魚沼地方では、蕎麦の薬味になるワサビが採れなかった為、刻みネギまたはアサツキとからしを添えるのが特徴だった。その他、クルミを添える地区もある。ワサビが広く流通するようになると、へぎ蕎麦にもワサビが使われるようになり、十日町市や小千谷市のそば店では、店舗によって薬味を「からしのみ」、「わさびのみ」、「両方から選択可能」とする違いが見られる。
本来は「へぎ」に盛り付けたものを指すため、同じ店舗でも、店頭で供するものを「へぎそば」、パック販売する乾麺を「布海苔そば」「手繰りそば」と呼び分ける例も見られる。

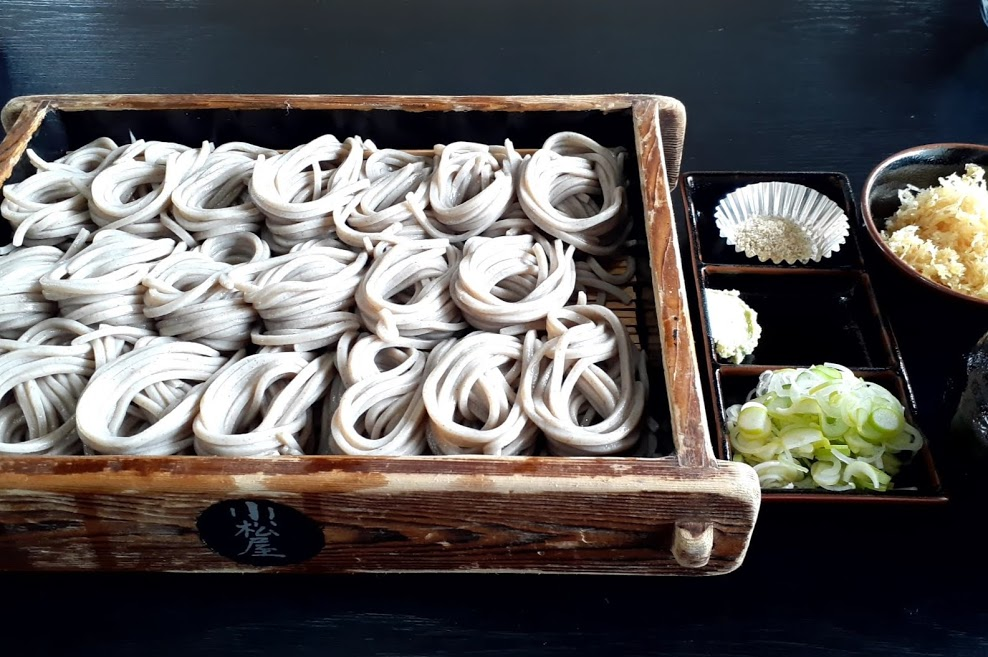
2人前のへぎそば（小松屋、魚沼市）
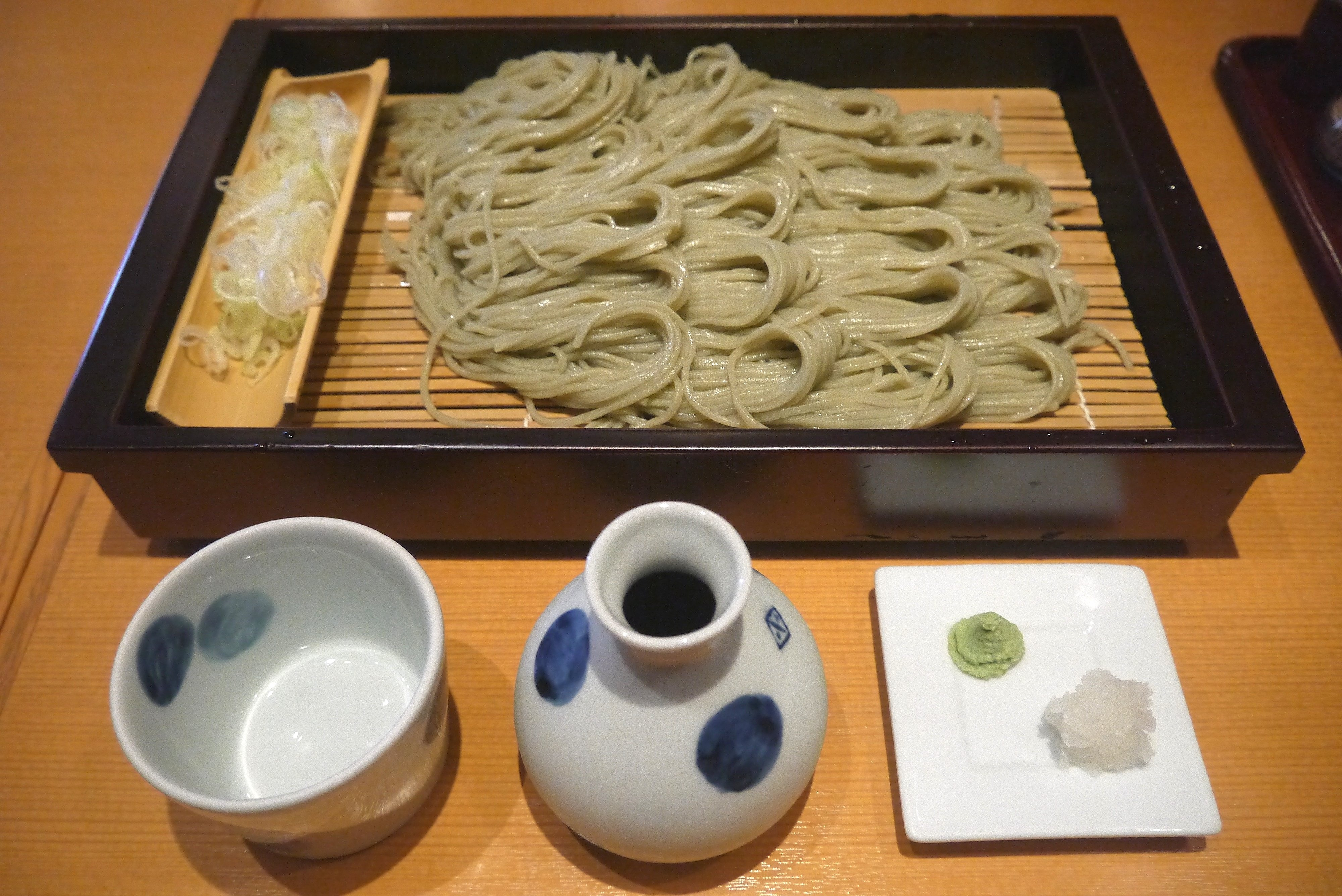
へぎそば（小嶋屋、長岡市）
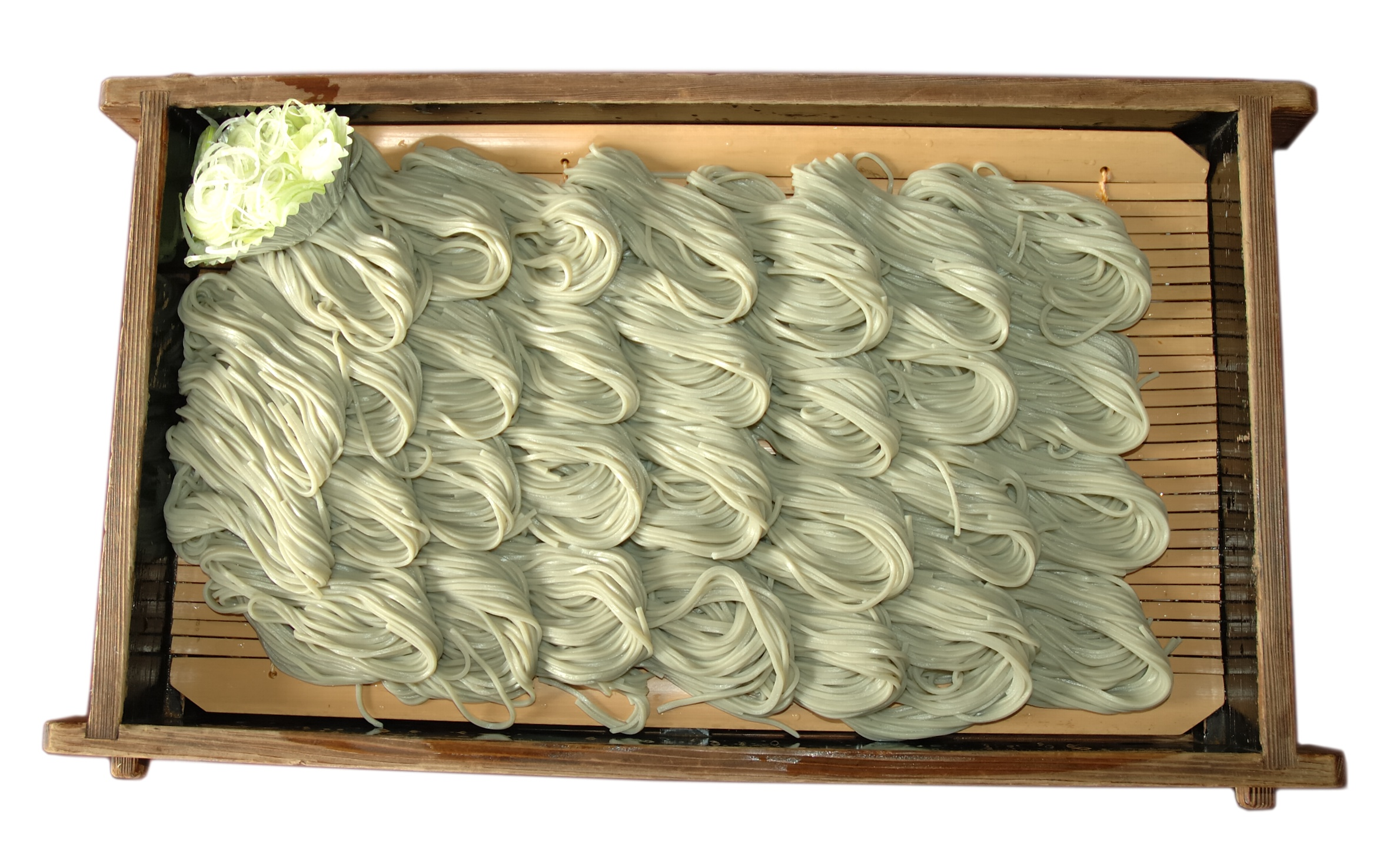
へぎそば